# Itinéraire de Paris à Jérusalem
Itinéraire de Paris à Jérusalem est un récit de voyage de François-René de Chateaubriand publié en 1811. Il relate un voyage effectué de juillet 1806 à juin 1807.

## Origine
À l'origine Chateaubriand fit ce voyage pour se documenter afin de terminer Les Martyrs, de leur donner « une couleur locale ».

## Composition
Il est divisé en six parties :
1. Grèce
2. Archipel, Anatolie, Constantinople
3. Rhodes, Jafa, Bethléem et la Mer Morte
4. Jérusalem
5. Égypte
6. Tunis et retour en France

Les « pièces justificatives » données en annexe comprennent une reproduction d'une édition de l'itinéraire Anonyme de Bordeaux.

## Principales éditions
Les principales éditions de l'Itinéraire sont :
- Itinéraire de Paris à Jérusalem et de Jérusalem à Paris, en passant par la Grèce, et en revenant par l'Égypte, la Barbarie et l'Espagne, Paris Le Normant, 3 vol. (1re et 2e éditions : 1811 ; 3e édition : 1812 ; 4e édition : 1822).
- Itinéraire de Paris à Jérusalem dans Œuvres complètes de M. le vicomte de Chateaubriand, Paris, Ladvocat, tomes VIII à X (1826).
- Itinéraire de Paris à Jérusalem, Émile Malakis, éd. Baltimore/Paris, The Johns Hopkins Press/Les Belles Lettres, 1946, 2 vol.
- Itinéraire de Paris à Jérusalem dans Œuvres romanesques et voyages, Maurice Regard éd., Paris, Gallimard «Pléiade», 1969, tome 2.
- Itinéraire de Paris à Jérusalem, Jean-Claude Berchet éd., Gallimard « Folio », 2005.